# Slow, Deep and Hard
Slow, Deep and Hard är Type O Negatives debutalbum, utgivet den 11 juni 1991 på etiketten Roadrunner Records. Albumet utgavs på CD, kassett och LP (bland annat blodröd vinyl).

## Låtlista
| Nr           | Titel | Längd |
| ------------ | --- | ----- |
| 1.           | Unsuccessfully Coping with the Natural Beauty of Infidelity - I. Anorganic Transmutogenesis (Synthetic Division) - II. Coitus Interruptus - III. I Know You're Fucking Someone Else                                          | 12:39 |
| 2.           | Der Untermensch - I. Socioparasite - II. Waste of Life | 8:54  |
| 3.           | Xero Tolerance (includes samples from J.S. Bach) - I. Type "A" Personality Disorder - II. Kill You Tonight - III. Love You to Death                                                                                          | 7:45  |
| 4.           | Prelude to Agony - I. The Truth - II. God Love Fire Woman Death - III. Jackhammerape - IV. Pain (Is Irrelevant) | 12:14 |
| 5.           | Glass Walls of Limbo (Dance Mix) | 6:41  |
| 6.           | The Misinterpretation of Silence and its Disastrous Consequences - I. Venus: Contrary Motion | 1:04  |
| 7.           | Gravitational Constant: G = 6.67 × 10−8 cm−3 gm−1 sec−2 - I. Unjustifiable Existence - II. Gravitational Acceleration (Due to Gravity) - III. Antimatter: Electromechanical Psychedelicosis - IV. Requiem for a Soulless Man | 9:14  |
| Total längd: | Total längd: | 58:31 |

## Medverkande
- Peter Steele – sång, basgitarr
- Kenny Hickey – gitarr, bakgrundssång
- Josh Silver – keyboard, bakgrundssång, samplingar
- Sal Abruscato – trummor